# IBM RS/6000

El RISC System/6000 (RS/6000) és una família de servidors, estacions de treball i superordinadors Unix basats en RISC fabricats per IBM a la dècada de 1990. La família RS/6000 va substituir la plataforma informàtica IBM RT PC al febrer de 1990 i va ser la primera línia d'ordinadors a veure l'ús dels microprocessadors basats en POWER i PowerPC d'IBM. L'octubre de 2000, la marca RS/6000 es va retirar per als servidors basats en POWER i es va substituir per l'eServer pSeries. Les estacions de treball van continuar sota la marca RS/6000 fins al 2002, quan es van llançar noves estacions de treball basades en POWER sota la marca IntelliStation POWER.

## Història

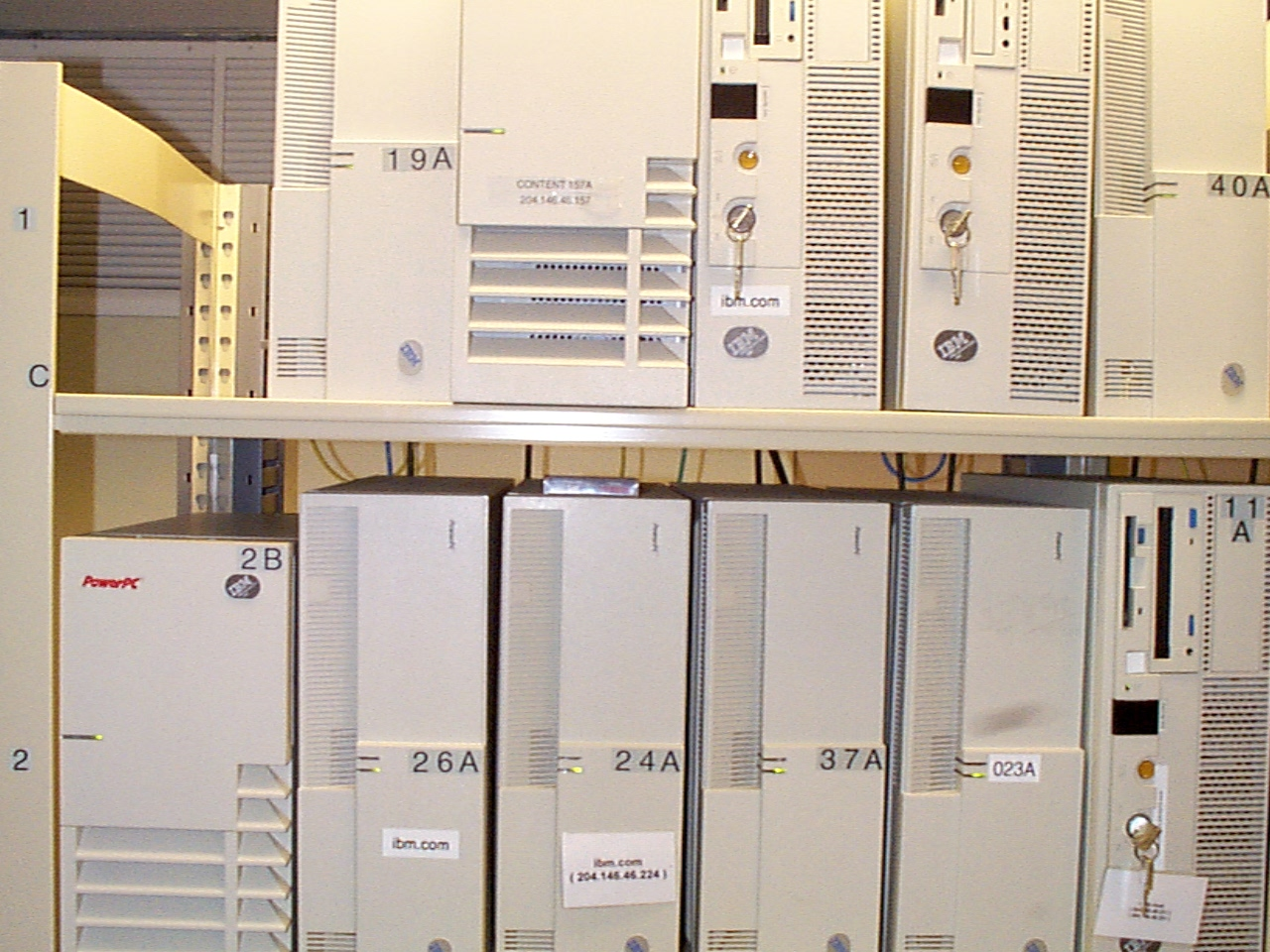
Servidors AIX RS/6000 que executen ibm.com a principis de 1998

Els primers models RS/6000 utilitzaven el bus Micro Channel, els models posteriors utilitzaven PCI. Alguns models posteriors s'ajustaven a les plataformes estàndard PReP i CHRP, que es van desenvolupar conjuntament amb Apple i Motorola, amb Open Firmware. El pla era permetre que l'RS/6000 executés diversos sistemes operatius com Windows NT, NetWare, OS/2, Solaris, Taligent, AIX i Mac OS, però al final només es va utilitzar la variant AIX d'IBM i va ser compatible amb RS/6000. Linux s'utilitza àmpliament als RS/6000 basats en CHRP, però el suport es va afegir després que el nom RS/6000 es canviés a eServer pSeries l'any 2000.
La família RS/6000 també incloïa els servidors POWERserver, les estacions de treball POWERstation i la plataforma de superordinador escalable POWERparallel. Tot i que la majoria de màquines eren ordinadors de sobretaula, escriptoris o muntades en bastidor, també hi havia models de portàtils. Els famosos RS/6000 inclouen el superordinador Deep Blue basat en PowerPC 604e que va vèncer al campió del món Garry Kasparov als escacs el 1997, i l'ASCI White basat en POWER3, que va ser el superordinador més ràpid del món durant el període 2000-2002.

## Arquitectura

### Maquinari
Moltes màquines RS/6000 i posteriors de la sèrie p venien amb un processador de servei, que s'iniciava per si mateix quan s'aplicava l'alimentació i executava contínuament el seu propi microprogramari, independentment del sistema operatiu. El processador del servei podria trucar a un número de telèfon (mitjançant un mòdem) en cas d'error greu amb la màquina. Els primers anuncis i documentació van anomenar el processador de servei "System Guard", (o SystemGuard), tot i que sembla que aquest nom es va abandonar més tard, aproximadament al mateix temps que es va adoptar el nom simplificat RS/6000 per a la línia d'ordinadors. mateix.
Al final del cicle RS/6000, el processador de servei es va "convergir" amb l'utilitzat a les màquines AS/400.

### Programari
Les màquines POWER solen executar AIX. Solaris, OS/2 i Windows NT també es van portar a PowerPC. Més tard també es va utilitzar Linux.
Alguns sistemes AIX admeten IBM Web-based System Manager.